# 豐澤三鰭鰨
豐澤三鰭鰨為輻鰭魚綱鰈形目鰨亞目無臂鰨科的其中一種，分布於中太平洋東部加利福尼亞灣至厄瓜多半鹹水及海域，棲息深度可達40公尺，體長可達25公分，棲息在沙泥底質潟湖、河口區底層水域，以甲殼類、小魚等為食，生活習性不明，可做為食用魚。

## 扩展阅读
維基物種上的相關：豐澤三鰭鰨